# Ludvík Hlaváček
Ludvík Hlaváček (* 2. března 1940 Praha) je český historik umění a výtvarný teoretik zaměřený na současné umění. Je ředitelem Nadace pro současné umění Praha.

## Život
Ludvík Hlaváček absolvoval nejprve elektrotechnickou průmyslovku a několik týdnů pracoval jako technický kreslič. Během základní vojenské služby u spojařů, kde sloužil v telefonní ústředně, se rozhodl pro studium dějin umění a ve volném čase se připravoval ke zkouškám. V letech 1961 – 1966 studoval na Katedře dějin umění a estetiky Filozofické fakulty UK (prof. J. Pešina, P. Wittlich). V polovině šedesátých let dvacátého století se seznámil s Janem Patočkou, jehož přednášky z fenomenologie ho nasměrovaly k filozofickému chápání dějin umění. Jana Patočku později navštěvoval soukromě a účastnil se jeho bytových seminářů.
Absolvoval v roce 1966 diplomovou prací Carlo Lurago v Praze, kterou v témže roce v rozšířené podobě (Carlo Lurago a jeho sloh) obhájil jako disertační práci. Během studií se přátelil se svou ročníkovou kolegyní Charlottou Kotíkovou, která se s ním roku 1968, po sovětské okupaci a vyhlášení generální stávky, vydala zvonit do věže kostela svaté Voršily, kde je vzápětí zatkli ruští vojáci.
Počátkem 70. let působil jako odborný asistent medievalisty Viktora Kotrby v Ústavu pro dějiny a teorii umění a zároveň navštěvoval bytové semináře, které pořádali Jan Patočka, Ivan Havel, Radim Palouš nebo Petr Rezek. Roku 1977 byl jedním z prvních signatářů Charty 77 (v bytě Jana Sokola). Po půlroční pauze jej z práce odvedla StB a přišel o zaměstnání v ÚTDU. I když se spolu s advokátkou Dagmar Burešovou pokusil zpochybnit výpověď u soudu, nakonec neuspěl a v následujících letech pracoval jako topič, nejprve v kotelně Masarykova nádraží a později na nákladovém nádraží na okraji Prahy.
Roku 1984 se mu podařilo získat místo správce depozitáře v Uměleckoprůmyslovém muzeu v Praze. V 80. letech se stýkal s františkánským teologem Zdeňkem Bonaventurou Boušem, prohluboval své studium filosofie a udržoval kontakt s Jindřichem Chalupeckým i s mladou generací výtvarných kritiků a kunsthistoriků, kteří se zabývali postmodernou. Zázemí svého pracoviště využil k vydávání samizdatových sborníků Někdo něco (1-12). Redakční rada, ve které kromě Ludvíka Hlaváčka byli Karel Srp mladší, Pavla Pečinková, Vojtěch Lahoda a Petr Nedoma, zaměřovala pozornost především na mladé umělce, vystavující na neoficiálních Konfrontacích.
Po roce 1989 působil jako redaktor a zástupce šéfredaktora časopisu Výtvarné umění a znovu byl přijat do Ústavu teorie a dějin umění AV ČR.

### Nadace pro současné umění Praha
Roku 1992 byl Ludvík Hlaváček jako pedagog Středoevropské univerzity pověřen založením a vedením pražského Sorosova centra pro současné umění, které bylo součástí celkem dvaceti center SCCA Network (The Soros Centers for Contemporary Art) a formou takzvaných otevřených výzev a grantových soutěží rozdělovalo granty Sorosovy nadace Open Society Fund Praha. SCCA Network působil až do roku 1999, kdy jeho členové, na základě ohlášené redukce a následného ukončení podpory ze strany George Sorose, založili ICAN (International Contemporary Art Network), registrovaný v Holandsku jako obecně prospěšná společnost, s nadějí nalézt jiné zdroje financování. Jelikož se tyto naděje nenaplnily, přestal ICAN po roce 2000 prakticky existovat.
Po odchodu Středoevropské univerzity z Prahy do Budapešti (1995) bylo financování Sorosova centra v Praze postupně ukončeno. Od roku 1998 zahájilo Centrum vlastní program tvůrčích pobytů, nabízených domácím i zahraničním umělcům a uskutečňovaných v pražském domě v Jelení ulici a v čimelickém zámku, pronajatém k tomu účelu od Karla Schwarzenberga. V Čimelicích zajistilo centrum v letech 1999–2002 dvouměsíční pobyt asi 150 zahraničním umělcům. Po definitivním ukončení Sorosovy podpory v roce 2002 nebylo možno tento projekt dále financovat.
Ludvík Hlaváček převedl aktivity Sorosova centra pod hlavičku Nadace pro současné umění, která spolu s Centrem pro současné umění Praha získává prostředky a formou grantů podporuje mladé umělce. V roce 2014 vložila Nadace své nadační jmění do nákupu a následné rekonstrukce domu bývalé pekárny z roku 1910 poblíž Strossmayerova náměstí v Praze 7. V objektu se nalézají rovněž Galerie Jelení a Galerie Kurzor, ateliéry pro rezidenční pobyty umělců, knihovna, auditorium a sídlí zde další neziskové organizace jako např. Společnost Jindřicha Chalupeckého.

### Ocenění
- 2015 Cena Ministerstva kultury za přínos v oblasti výtvarného umění

## Rodina
Sestra Ludvíka Hlaváčka, PhDr. Eva Uchalová (* 1944) je historička umění, muzejní pracovnice zaměřená na historický textil, dějiny odívání a módy. Jeho první manželka Hana Jana Hlaváčková (* 1940) je historička umění medievistka, zaměřená na knižní a deskové středověké malířství a vysokoškolská pedagožka. Jejich dcera Jitka Hlaváčková (* 1976) je historička umění, zabývající se uměním 2. poloviny 20. století, fotografií a novými médii. Syn Jan Hlaváček (* 1969) vystudoval MATFYZ a vyučuje matematiku na Saginaw Valley State University ve státě Michigan v USA. Ludvíkova druhá manželka Konstantina Hlaváčková (* 1957) je historička umění se zaměřením na moderní a současné odívání, interiérový textil a scénografii. K oboru mají blízko také obě jejich dcery, dokumentaristka Hedvika Hlaváčková-Horká a Karla Hlaváčková.

## Dílo
Ludvík Hlaváček se během studií věnoval barokní architektuře Carla Luraga. Během své vědecké práce v ÚTDU ČSAV se zabýval metodologií dějin umění a dílem Vojtěcha Birnbauma. Až po ztrátě zaměstnání kvůli podpisu Charty 77, kdy pracoval jako topič, se začal zabývat současnou architekturou spojenou s libereckým architektonickým studiem SIAL, a dílem architekta Miroslava Masáka. V 80. letech uváděl mimopražské výstavy Jindřicha Severy (1980) a Olgy Karlíkové (1983).
Ve druhé polovině 80. let se kolem neoficiálních výstav Konfrontace (I-VI, 1984-1987) začala formovat skupina Tvrdohlaví a Ludvík Hlaváček v letech 1985-1989 zajišťoval tisk samizdatů Někdo něco. Roku 1989 uváděl první výstavu Tomáše Císařovského v Kulturním středisku Blatiny. Později se věnoval také tvorbě Antonína Střížka, Jiřího Kovandy nebo Františka Skály. Jeho osobní zkušenost občanského vzdoru proti totalitnímu režimu se odrazila i ve způsobu, jakým chápe provázání politiky (ve smyslu „věci veřejné“) a umění.
Od vzniku Sorosova centra současného umění systematicky podporuje uměleckou tvorbu mladé generace. Díky jeho osobnosti a přístupu k lidem Centrum v 90. letech naplňovalo své poslání otevírání se světu a živé mezikulturní výměny. K prezentaci současného umění vytvořil galerijní prostor Jelení a roku 2005 připojil galerii Artwall na opěrné zdi pražských Letenských sadů na Nábřeží kapitána Jaroše. Centrum pro současné umění provozuje od roku 2017 také Galerii Kurzor, sloužící jako prostor pro hostující kurátory. Stal se průkopníkem v prezentaci umění ve veřejném prostoru, politického umění (výstava Politik-um /New Engagement na Pražském hradě, 2002) a také v oblasti nových médií (výstava Orbis Fictus. Nová média v současném umění, Valdštejnská jízdárna, 1996).

#### Samizdat
- K výstavě Olgy Karlíkové, in: Sborník Památce Alberta Kutala, Praha 1984, s. 70-72
- Někdo něco (1-12), 1985-1989

#### Autorské katalogy a monografie
- Olga Karlíková: Obrazy - kresby, Klášter Doksany, 1983
- Tomáš Císařovský: Obrazy z dědova deníku, Kulturní středisko Blatiny, Praha 1989
- Antonín Střížek: Obrazy, kresby, Galerie Na bidýlku, Brno 1989
- Michal Gabriel: Sochy, Galerie Aspekt, Brno 1993
- Vladimír Kokolia: Práce, Galerie U Bílého jednorožce, Klatovy 1993
- František Skála Jr.: Práce z Headlands / Works from Headlands, Nadace Lidé výtvarnému umění - výtvarné umění lidem, o.p.s. Praha 1994
- Alena Šrámková, Galerie Jaroslava Fragnera, Praha 1996 (kolektiv autorů)
- Antonín Střížek, Nakladatelství KANT (Karel Kerlický), Praha 1997
- Ivana Šrámková: Sochy, Národní technické muzeum, Praha 1997
- Michal Gabriel: Sochy, animace, Galerie Caesar, družstvo pro podporu výtvarného umění, Olomouc 1998
- Martin Mainer: Vlek lesa lesů / Trailer of the forest of forests, Galerie Rudolfinum, Praha 1999, ISBN 80-902194-8-9
- Michal Sedlák: Nad/pod zemí, Galerie Klatovy / Klenová 2000, ISBN 80-85628-55-4
- Antonín Střížek, Nakladatelství KANT (Karel Kerlický), Praha 2001 (s P. Niklovou)
- František Skála, kat. 226 s., Arbor vitae, Řevnice 2012, ISBN 978-80-7467-004-6, ISBN 978-80-87149-58-4 (kolektiv autorů)
- Josef Žáček: Anticorps, Galerie hlavního města Prahy 2017, ISBN 978-80-7010-124-7 (kolektiv autorů)

#### Souborné publikace
- Artwall (Katalog výstav pražské galerie pod širým nebem za léta 2005 a 2006 / Catalogue of Exhibitions in Prague Open-air Gallery 2005-2006), Centrum pro současné umění (FCCA)
- Umění v občanské společnosti, 105 s., Univerzita Jana Evangelisty Purkyně, Fakulta umění a designu 2011, ISBN 978-80-7414-378-6

#### Spoluautor
- Krajina / Landscape (1. výstava Sorosova centra současného umění / 1st exhibition of the Soros Center for Contemporary Arts Prague), 1993
- Gabriel, Kokolia, Mainer, Ruller (4 Tschechische Künstler / Čeští umělci / Czech Artists), 1993
- Orbis Fictus (Nová média v současném umění / New media in contemporary arts), 1995
- Bienále mladého umění Zvon '96, 1996
- Umělecké dílo ve veřejném prostoru / Artwork in Public Space, 1997
- Vybledlí / Faded, 1997
- II. Zlínský salon mladých, 2000
- Sorosovo centrum současného umění - Praha 1993-1998 / Soros Centre for Contemporary Arts - Prague 1993-1998, 2000
- Cena Jindřicha Chalupeckého / Jindřich Chalupecký Award 1990-2000, 2001
- Cena Jindřicha Chalupeckého: Patnáct let / Jindřich Chalupecký Award: Fifteen Years, 2005
- Obraz, komunikace, styl, funkce, koncept / Image, communication, style, function, concept, 2008
- V. Zlínský salon mladých / 5th Zlín Youth Salon 2009
- Sochy v ulicích / Sculptures in the Streets: Brno Art Open '09, 2009
- Paralelní historie (Aktuální výtvarné umění v Ústí nad Labem mezi lety 1990-2009), 2011
- Mezi první a druhou moderností 1985-2012 / Between the First and Second Modernity 1985-2012, 2011
- Czech Art (20 rokov po... / 20 years after...), 2011
- Univerzita Předlice, 2012
- Umělec, vila a bazén: Význam a efektivita uměleckého vzdělání v současném českém výtvarném umění / Nad čarou: Jednosměrná zpátky, 2014
- REkonstrukce, 2014
- Sochy v ulicích: Dichtung und Wahrheit: Veřejná prostranství města Brna / Sculptures in the Streets: Dichtung aund Wahrheit: Public Spaces in the City of Brno, 2017